# Drajna de Jos, Prahova
Drajna de Jos este un sat în comuna Drajna din județul Prahova, Muntenia, România.

## Istoric
Pe malul drept al râului Teleajen, un localnic a descoperit întâmplător, în urmă cu circa 100 de ani, un depozit de unelte și fragmente de arme confecționate din bronz, pe care istoricii le-au cercetat, constatând că datează din anul 800 î.Ch. (perioada hallstatiană), la sfârșitul epocii bronzului. Tezaurul conține 240 de piese (3 topoare de luptă, un sceptru, 8 fragmente de săbii,15 vârfuri de lăncii, fragmente de seceri ș.a.).
Așezarea este atestată documentar din anul 1250.
În 1887, satul Drajna de Jos asimilează și satul Cornești, ce se afla în comuna Drajna de Jos, plaiul Teleajen.
Drajna de Jos a avut rang de comună până în 1968.

## Monumente de interes
În localitate, mărturie a unor vremuri de glorie și prosperitate stau:
- Conacul Filipescu Drăjneanu (poza stânga sus) și Biserica Sf. Alexandru (sec. XVII), moara de apă Warthiadi, podul de peste Teleajen – o capodoperă a arhitecturii vremurilor, construit de către inginerul Elie Radu, și altele.